# استقلال نيوزيلندا

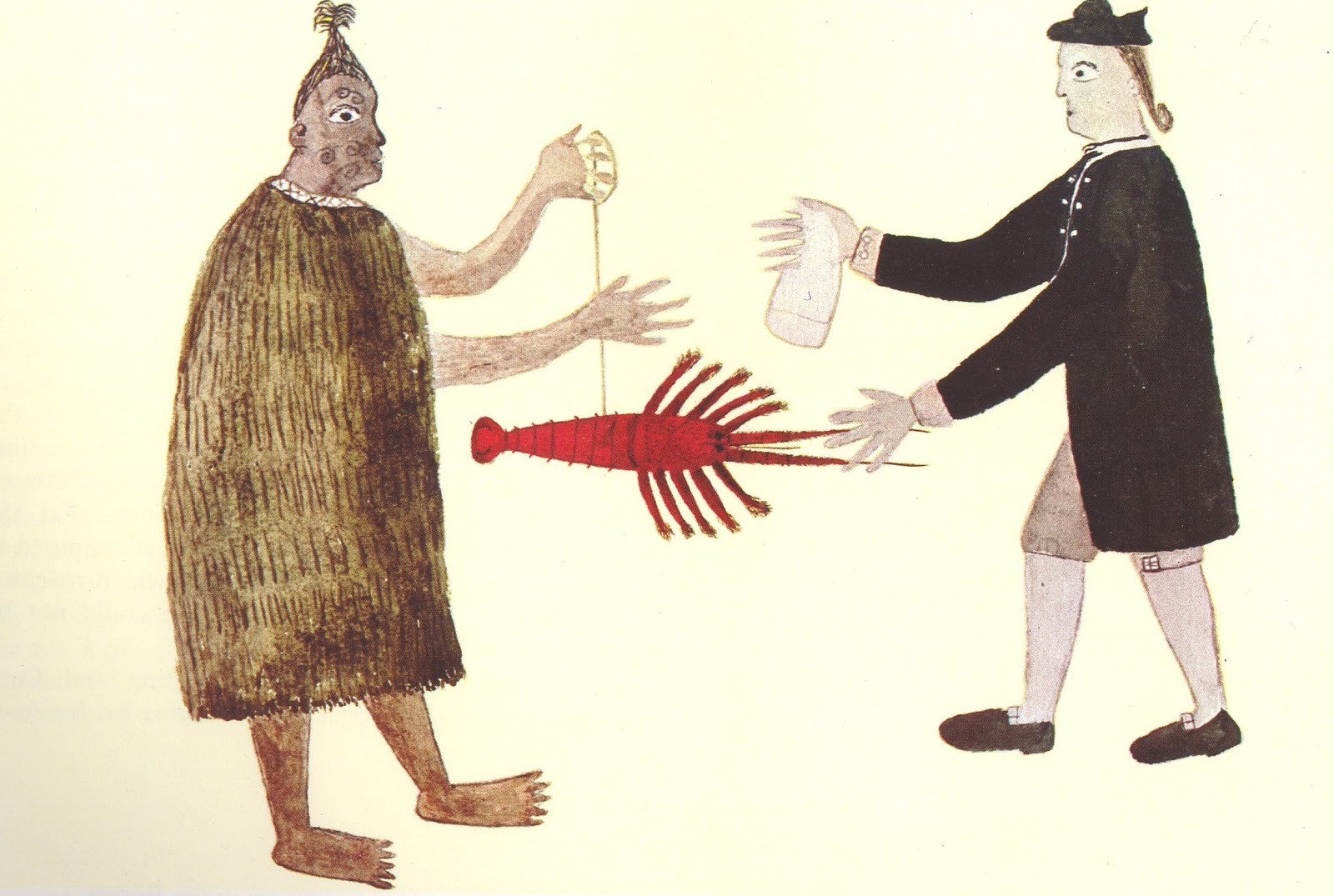

استقلال نيوزيلندا (بالإنجليزية: independence of New Zealand) موضوع نقاش أكاديمي واجتماعي مستمر. فلا تملك نيوزيلاندا تاريخ استقلال مُحدد عن المملكة المتحدة؛ بدلًا من ذلك، جاء الاستقلال السياسي إزاء تطور الوضع الدستوري في نيوزيلندا. ليس هناك وجود لمفهوم «يوم الاستقلال» الوطني في نيوزيلندا.
في عام 1840، وقع ممثلون عن المملكة المتحدة وزعماء شعب الماوري معاهدة وايتانغي، التي اعترفت بالسيادة البريطانية على الجزر. في عام 1841، أصبحت نيوزيلندا إحدى المستعمرات البريطانية. وفي عام 1853، أي بعد مرور 12 عامًا على بناء المستعمرة، أقر البرلمان البريطاني قانون الدستور النيوزيلندي لعام 1852 الذي منح سكان المستعمرة الحق في حكم أنفسهم بأنفسهم. أصبحت نيوزيلندا بالتالي مستقلةً بكل شكلٍ من الأشكال في الشؤون الداخلية مقارنةً بأيامها الأولى كمستعمرة بريطانية بحتة.
جاءت الخطوة الكبيرة الأولى نحو بناء الدولة على المسرح العالمي في عام 1919 عندما مُنحت نيوزيلندا مقعدًا جديدًا في عصبة الأمم التي تأسست حديثًا آنذاك. نص إعلان بلفور الصادر عام 1926 على أن دومينيونات بريطانيا «متساوية من حيث المكانة»، وتلا ذلك إنشاء أساس الاستقلال القانوني، الذي أرساه تشريع وستمنستر لعام 1931 الذي جاء في الأساس بناءً على طلب العناصر القومية في أفريقيا الجنوبية والدولة الأيرلندية الحرة.  بيد أن أستراليا ونيوزيلندا ونيوفاوندلاند كانت معادية لهذا التطور، ولم يُعتمد هذا التشريع في نيوزيلندا حتى عام 1947. بعض النظر عن أي من التطورات القانونية الحاصلة، كان بعض النيوزيلنديون لا يزالون ينظرون إلى أنفسهم على أنهم فرع يتميز ويبعد كثيرًا عن فروع المملكة المتحدة حتى سبعينيات القرن العشرين على الأقل. بدأ التغير يطرأ على هذا الموقف بعد أن انظمت المملكة المتحدة إلى المجموعة الأوروبية في عام 1937 وألغت اتفاقاتها التجارية التفضيلية مع نيوزيلندا، فضلًا عن التغيرات التدريجية في الجنسية والمجتمع التي زادت من تدهور العلاقة.

## تاريخ الاستقلال

### إعلان الاستقلال (1835)
في 28 أكتوبر 1835، تم توقيع إعلان استقلال نيوزيلندا من قبل قبائل نيوزيلندا المتحدة، وهو اتحاد كونفدرالي فضفاض يتكون من قبائل الماوري التي تنحدر من أقصى شمال نيوزيلندا بتنظيمٍ من المقيم البريطاني جيمس بوسبي. تضمنت الوثيقة استقلال قبائل الماوري (iwi) التي وقعت الإعلان، الذي اعترف به اللورد غلينيلج، وزير الحرب والمستعمرات بالنيابة عن التاج البريطاني في 25 مايو 1836، بعد أن نظر مجلس اللوردات في الإعلان. استمر سريان الإعلان والاعتراف بالاستقلال النيوزيلندي بعد هذا الاعتراف، كما ورد في تعليمات اللورد نورمنبي للنقيب ويليام هوبسون، حيث صرح اللورد نورمنبي قائلًا: «نحن نقر بنيوزيلندا كدولة مستقلة ذات سيادة.

### الاستعمار: معاهدة وايتانغي
كان توقيع معاهدة وايتانغي في 6 فبراير 1840 مؤشرًا على بداية استعمار نيوزيلندا من قبل بريطانيا. وفي الوقت نفسه، سعت شركة نيوزيلندا إلى الحصول على بعض الأراضي من الماوري في الجزيرة الشمالية السفلى والجزيرة الجنوبية العليا بهدف تنفيذ مخططاتها الاستعمارية. نظرت الشركة إلى نفسها على أنها تشبه إلى حدٍ كبير الحكومة النيوزيلندية المُرتقبة واقترحت في عامي 1845 و1846 تقسيم المستعمرة إلى قسمين، على طول خطٍ يمتد من موكاو في الغرب إلى كيب كدنابرز في الشرق-مع تخصيص الشمال لشعب الماوري والتبشيريين، وتحوُّل الجنوب إلى مقاطعة تتمتع بحكم ذاتي، تُعرف باسم «نيو فيكتوريا»، تديرها الشركة لذلك الغرض. رفض وزير المستعمرات البريطاني الاقتراح. وفي 21 مايو 1840، شدد هوبسون على السيادة البريطانية على نيوزيلندا بأكملها، على الرغم من عدم اكتمال توقيع المعاهدة، وجاء ذلك ردًا على إقامة «جهورية» من قبل مستوطني شركة نيوزيلندا في مرفأ نيكولسون (ويلينغتون)، الذين كانوا يضعون خططًا لإنشاء مدينة جديدة تحت عَلم القبائل النيوزيلندية المتحدة. كانت نيوزيلندا في الأصل مُستعمرة فرعية تابعة لمستعمرة نيوساوث ويلز، ولكن تم في عام 1841 إنشاء مستعمرة نيوزيلندا. وهكذا يتم الاحتفاء بيوم وايتانغي على اعتباره اليوم الوطني النيوزيلندي. يرى بعض المحامين الدستوريين، أمثال موانا جاكسون، أن المعاهدة لم تتنازل عن السيادة النيوزيلندية الكاملة لصالح التاج البريطاني، إذ يقولون إن الهدف من المعاهدة هو حماية تينو رانغاتيراتانغا أو استقلال الماوري المطلق. يعارض آخرون ذلك، بإشارتهم إلى أن مصطلح كاواناتانغا (منصب الحاكم) يتناقض مع رانغاتيراتانغا، مما يجعل المصطلح يتماشى مع سيطرة الماوري على الأصول الماورية.
وُضعت المبادئ الكامنة وراء استقلال نيوزيلندا حتى قبل أن تصبح نيوزيلندا مستعمرةً بريطانية. كانت هناك أعمال تمرد بسيطة في كندا، ومن أجل تفادي ارتكاب الأخطاء التي أدت إلى قيام الثورة الأمريكية، كُلف اللورد دورهام بإعداد تقريرٍ حول حكومة المستعمرات التي كانت تضم عددًا كبيرًا من السكان البريطانيين. تم تضمين مبادئ الحكم الذاتي في الإمبراطورية بتقرير دورهام عام 1839 ودخلت حيز التنفيذ لأول مرة في نوفا سكوتيا عام 1848. وسرعان ما حذت المستعمرات الكندية والأسترالية والنيوزيلندية حذوها. أقرّ البرلمان البريطاني في عام 1846 أول قانون خاص بدستور نيوزيلندا يمنحها الحكم الذاتي والذي عُلق بعد وصول الحاكم جورج غري، الذي استشهد باندلاع حرب فلاجستاف (بداية الحروب النيوزيلندية) وبالطبيعة الفوضوية التي يتسم بها قانون عام 1846 كأسباب لتعليق القانون. وردًا على ذلك، شُكلت جمعية مستوطنو ويلينغتون الدستورية لإجراء حملة ترمي إلى الحكم الذاتي. دعا بعض أعضاء هذه المجموعة، أمثال الناشر الصحفي صموئيل ريفانز، الذي سرد مخططات شركة نيوزيلندا السابقة في إقامة مستعمرة منفصلة، إلى الاستقلال خارج إطار الإمبراطورية البريطانية.
على إثر تلك الضغوطات، كتب الحاكم غري مسودة مشروع قانون دستور خاصة به، عند تخييمه على جبل رابيو عام 1851. وافق معظم أعضاء البرلمان البريطاني على المسودة، وأخيرًا أصبحت نيوزيلندا في عام 1853 مستعمرةً ذات حكمٍ ذاتي بعد إقرار قانون الدستور النيوزيلندي لعام 1852، الذي كان سببًا في تشكيل هيئة تشريعية مُنتخبة في المستعمرة، وهي البرلمان النيوزيلندي. كان البرلمان البريطاني مُلزمًا بعددِ من القوانين الصادرة عن البرلمان البريطاني، كقانون صلاحية القوانين الاستعمارية وقانون الدفاع البحري الاستعماري لعام 1865 الذي كان سببًا في إنشاء علم نيوزيلندا في عام 1869.
شاركت نيوزيلندا في المؤتمر الوطني الأسترالي لعام 1891 في سدني للنظر في اتحاد المستعمرات النيوزيلندية والأسترالية. تم في المؤتمر الاتفاق على أربعة مبادئ بما فيها إنشاء سلاح بحرية وجيش متحدين. تلاشى الاهتمام بالاتحاد الأسترالي المقترح ولم ترسل نيوزيلندا وفدًا إلى المؤتمر الأسترالي الوطني لعام 1897.

### مرتبة دومينيون
في عام 1901، لم تصدق نيوزيلندا الدستور الأسترالي، ولم تنضم إلى اتحاد أستراليا. إذ كان رئيس الوزراء جوزيف وارد مصرًا على أن تصبح نيوزيلندا دومينيون، وأصدر البرلمان قرارًا بذلك الصدد. وفي 26 سبتمبر 1907، منحت المملكة المتحدة نيوزيلندا (إلى جانب نيوفاوندلاند، التي أصبحت لاحقًا جزءًا من كندا) مرتبة «دومينيون» داخل الإمبراطورية البريطانية. أصبحت نيوزيلندا تُعرف باسم دومينيون نيوزيلندا. واعتُبر ذلك التاريخ يوم الدومينيون، ولكنه لم يحض بأي شعبية بوصفه يوم الاستقلال. وعلى اعتباره يومًا وطنيًا محتملًا، فلم يكتسب يوم الدومينيون أي جاذبية عاطفية، على الرغم من شيوع مصطلح «دومينيون». تم افتتاح صحيفة الدومينيون في يوم الدومينيون، 1907. من الخاطئ اعتبار ذلك اليوم يوم الاستقلال الوطني، فكان الانتقال إلى مرتبه الدومينيون يُعد انتقالًا «شكليًا فحسب».